# Біляєво (Оршанський район)
Біля́єво (рос. Беляево, марій. Беляево) — присілок у складі Оршанського району Марій Ел, Росія. Входить до складу Шулкинського сільського поселення.

## Населення
Населення — 10 осіб (2010; 24 у 2002).
Національний склад (станом на 2002 рік):
- росіяни — 100 %